# Seletar Expressway
Der Seletar Expressway (Abkürzung: SLE, chin.: 实 里 达 高速公路; Pinyin: Shílǐdá Gāosù Gōnglù; Tamil: செலேத்தார் விரைவுச்சாலை; malay: Lebuhraya Seletar) ist eine Autobahn in Singapur. Der Anfang der Autobahn ist am Autobahnkreuz Seletar bei Ang Mo Kio, wo sie mit dem Central Expressway und dem Tampines Expressway verknüpft ist und dann Richtung Westen weiterführt, bis sie am Bukit Timah Expressway bei Kranji endet.

## Stadtteile entlang der Autobahn
- Woodlands
- Yio Chu Kang